# Memphis (Mississippi)
Memphis is een plaats (village) in de Amerikaanse staat Mississippi, en valt bestuurlijk gezien onder DeSoto County.

## Demografie
Bij de volkstelling in 2000 werd het aantal inwoners vastgesteld op 87.

## Geografie
Volgens het United States Census Bureau beslaat de plaats een oppervlakte van
11,3 km², waarvan 11,2 km² land en 0,1 km² water.

## Plaatsen in de nabije omgeving
De onderstaande figuur toont nabijgelegen plaatsen in een straal van 20 km rond Memphis.